# ايفان سميرنوف
ايفان سميرنوف (الروسية: Смирнов, Иван Никитич) (و. 1881 – 1936 م) هو سياسي، واقتصادي من الإمبراطورية الروسية، والاتحاد السوفيتي، كان عضوًا في الحزب الشيوعي السوفيتي، كان عضوًا في اللجنة المركزية للحزب الشيوعي السوفيتي، توفي في موسكو، عن عمر يناهز 55 عاماً.

## مناصب
تولى منصب عضو الجمعية التأسيسية الروسية ‏
.